# 台山开放大学

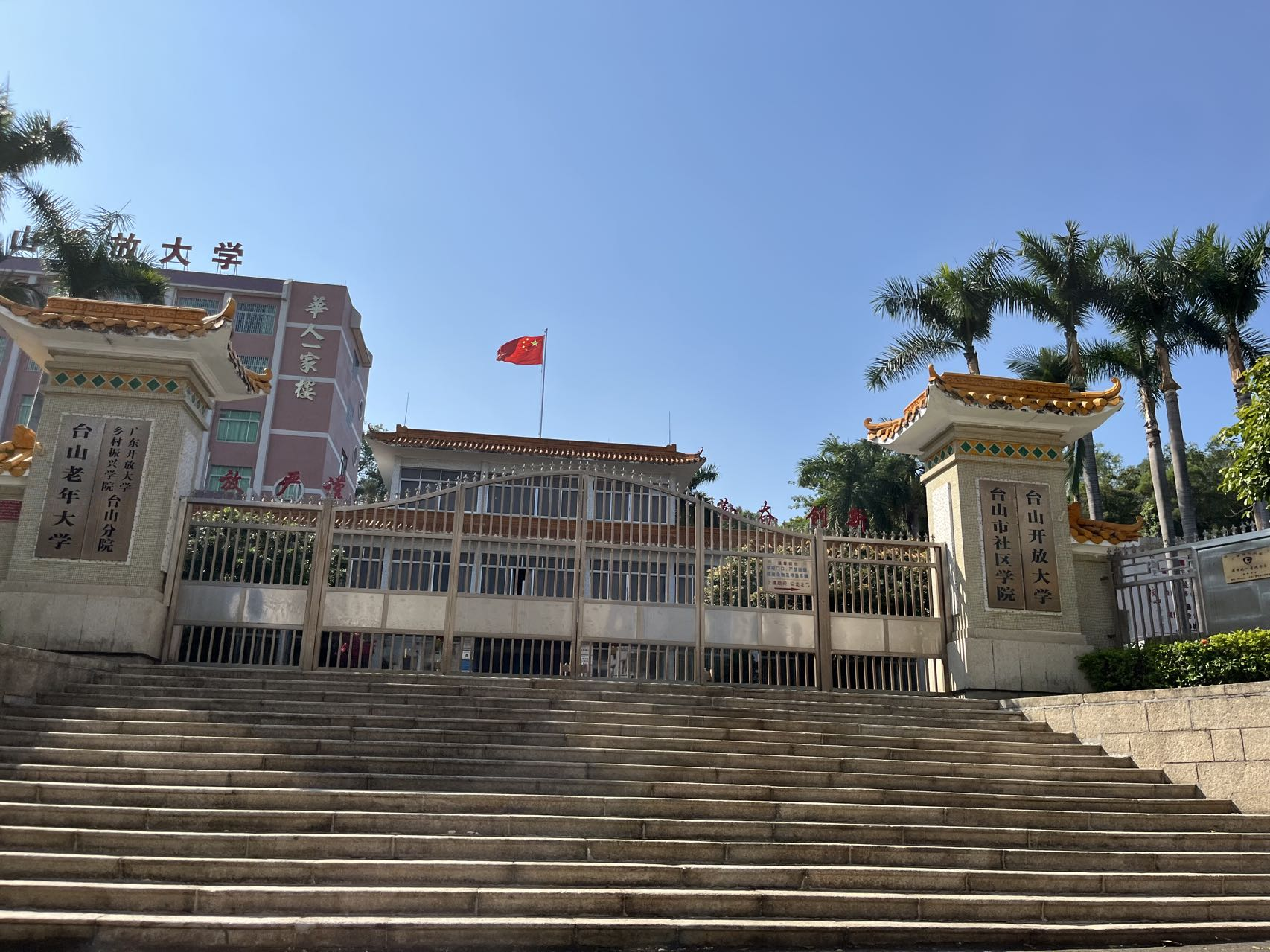
台山开放大学 (2024)

台山开放大学（原台山磐石电视大学）是位于广东省台山市的一所公办的成人高等学校。以远程教育等方式，主要面向成年人提供本科专业教育。

## 历史
学校成立于1980年8月，最初名为广东广播电视大学台山分校。。1986年，台山旅美乡亲李磐石与李杨柳香伉俪捐资兴建了新校舍，并更名为台山磐石电视大学。这是中国第一所由旅美华侨独资捐建的县级电视大学。2015年6月，经过台山市政府研究决定，学校加挂了“台山市社区学院”的牌子。2019年11月再加挂“台山市老年大学”的牌子。
2017年6月15日，台山磐石电视大学正式改名为台山开放大学。
电视剧《狂飙》中的“指导组”拍摄地之一便是台山开放大学。剧中，徐忠与纪泽在京海市的第一站便是台山开放大学，校内多个地点成为重要场景，例如羽毛球场（后改为乒乓球桌）、校友亭和教学楼前。在剧中，台山开放大学的办公楼前、二楼走廊、大厅市民学习服务中心等地频繁亮相，成为剧中督导组展开调查和交流工作的场所。